# إمانتس تيرودس
إمانتس تيرودس (مواليد 26 يوليو 1936) هو مبارز بالسيف أسترالي، مثّل بلاده في الألعاب الأولمبية الصيفية 1964.

## روابط رياضية
إمانتس تيرودس على موقع أوليمبيديا (الإنجليزية)